# Milsper Straße 9
Das Wohnhaus Milsper Straße 9 ist ein denkmalgeschütztes Mehrfamilienhaus im Ennepetaler Ortsteil Voerde. Das Gebäude wurde Anfang des 20. Jahrhunderts errichtet.

## Beschreibung

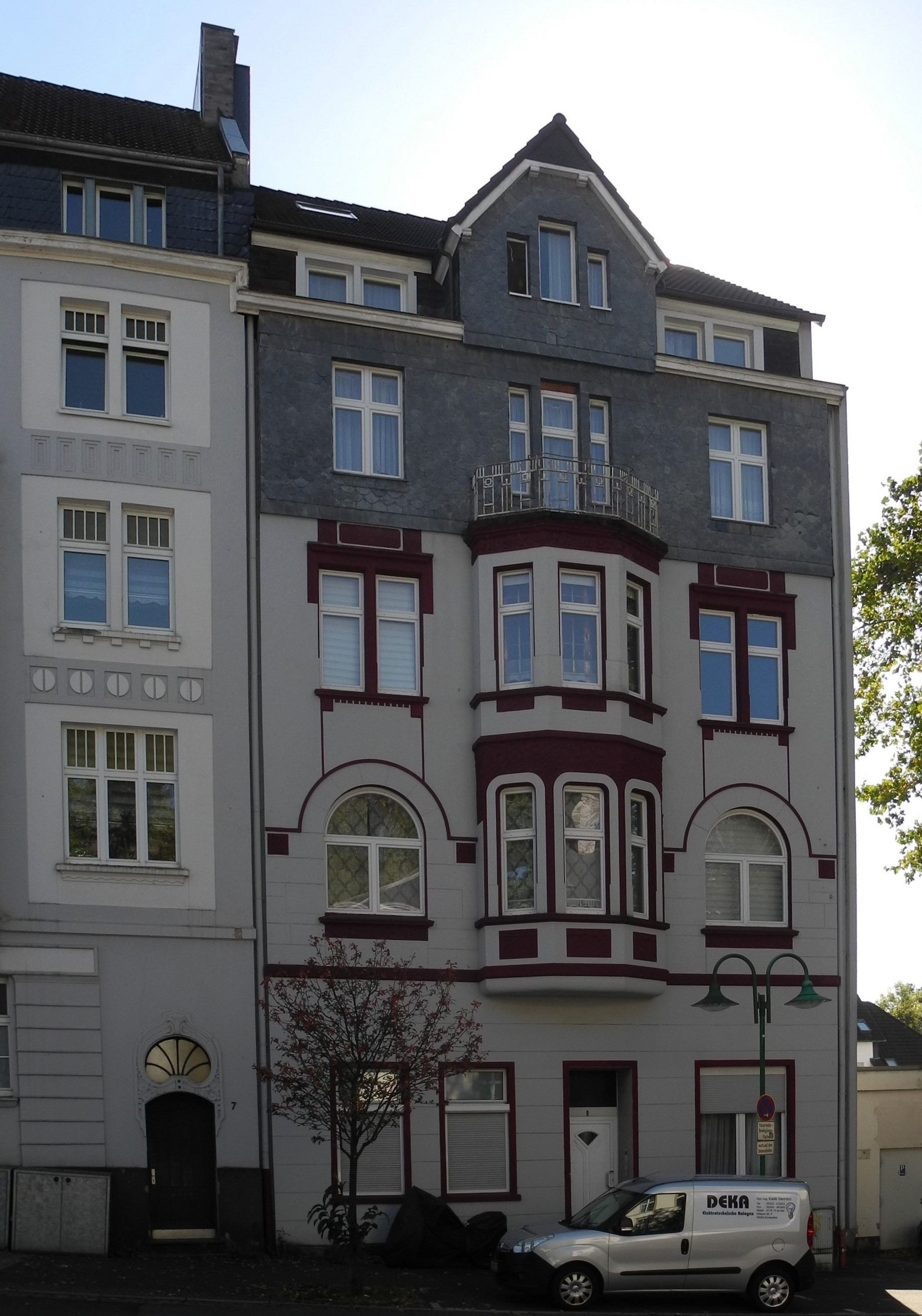
Der Heimhardtsbau, rechts daran anschließend das Wohnhaus Milsper Straße 9 (rot/rosa Fassade)

Das Gebäude ist ein viergeschossiges Wohnhaus nahe der Einmündung der Lindenstraße in die Milsper Straße. Das Gebäude besitzt einen verschieferten, abgewalmten Mittelgiebel mit Holzortgang und kleiner Fenstergruppe. Mittig angeordnet ist ein abgeschrägter Erker.
Das Wohnhaus Milsper Straße 9 bildet mit dem benachbarten, ebenfalls denkmalgeschützten Heimhardtsbau eine geschlossene Häuserfront. Allein aus dieser Tatsache ergibt sich der Denkmalwert des Wohnhauses als Teil des Eckhausensembles.